# Tulînți, Mîronivka
Tulînți (în ucraineană Тулинці) este o comună în raionul Mîronivka, regiunea Kiev, Ucraina, formată numai din satul de reședință.

## Demografie
Componența lingvistică a comunei Tulînți
     Ucraineană (97,39%)
     Rusă (1,57%)
     Alte limbi (0,78%)
Conform recensământului din 2001, majoritatea populației comunei Tulînți era vorbitoare de ucraineană (97,39%), existând în minoritate și vorbitori de rusă (1,57%).